# 라도스와프 자브로트니아크
라도스와프 알렉산데르 자브로트니아크(폴란드어: Radosław Aleksander Zawrotniak, 1981년 9월 2일~)는 폴란드의 펜싱 선수로 주 종목은 에페이다.

## 경력
그는 2008년에 중화인민공화국의 베이징에서 열린 2008년 하계 올림픽에서 남자 에페 단체전에서 토마시 모티카, 아담 비에르치오흐, 로베르트 안제유크와 함께 은메달을 획득하였다.
4년 뒤인 2012년에는 영국 런던에서 열린 2012년 하계 올림픽의 남자 에페 개인전에 참가하였으나, 첫 경기인 32강에서 세네갈의 알렉상드르 부자이드에게 패하며 탈락하였다.

## 수상

### 훈장
2008년 하계 올림픽 단체전 은메달로 그는 다음의 훈장을 수여받았다:
- 황금 명예 십자장